# Arthur Erdélyi
Arthur Erdélyi (Budapest, 2 ottobre 1908 – Edimburgo, 12 dicembre 1977) è stato un matematico ungherese.

## Biografia
Si laureò presso l'Università di Praga. Nel 1938, a causa dell'invasione nazista si rifugiò in Inghilterra. Fu professore all'Università di Edimburgo dal 1939 al 1946, poi a CalTech dal 1946 al 1964, e ancora ad Edimburgo dal 1964 al 1977. Lavorò sulla teoria delle funzioni speciali, analisi asintotica ed equazioni differenziali alle derivate parziali. Il 29 aprile 1953 divenne socio dell'Accademia delle Scienze di Torino.

## Scritti
- Asymptotic Expansions (Dover, New York, 1955)
- Operational calculus and generalised functions (Holt, New York, 1962)
- Bateman manuscript project (editore scientifico) (McGrawHill, 1953-1956)